# Kulturno prosvetno društvo Slovenski dom Zagreb
Kulturno prosvetno društvo Slovenski dom Zagreb je bilo ustanovljeno leta 1929 in velja za najstarejše slovensko društvo na Hrvaškem.

## Zgodovina društva
Ob ustanovitvi so društvo želeli poimenovati Slovenska knjižnica in čitalnica, vendar so se morali zamisli odreči in društvo poimenovati Narodna knjižnica in čitalnica (Nakič), saj v Kraljevini Jugoslaviji, v obdobju šestojanuarske diktature, ni bilo dovoljeno izpostavljati narodnostnih oznak. Leta 1936 se je društvo preimenovalo v Narodni dom. Med drugo svetovno vojno, v obdobju NDH, je bilo delovanje društva prepovedano, po koncu vojne pa je v Jugoslaviji zaživelo z imenom Slovenski dom Zagreb. To ime se je ohranilo tudi po razpadu jugoslovanske države in nastanku Hrvaške. Sedež društva je v središču Zagreba, na Masarykovi ulici 13. Predsednik društva je od leta 1992 Darko Šonc.

## Delovanje društva
Tradicionalne društvene dejavnosti za ohranjanje slovenske kulture in identitete so: pevski zbor, knjižnica, dopolnilni pouk slovenskega jezika, duhovna sekcija, predavanja, delavnice in druženja ter založniška dejavnost. Od leta 1996 društvo izdaja glasilo Novi odmev. V založbi Slovenskega doma je izšlo tudi več domoznanskih knjig o pomembnih Slovencih na Hrvaškem in drugih pomembnih zgodovinskih temah, mdr: Slovenski umetniki na hrvaških odrih, Slovenci v hrvaškem športu, Slovenci v hrvaškem športu - novi življenjepisi, Slovenske barve v hrvaški likovni umetnosti, Slovenski taboriščniki v Jasenovcu: knjiga imen in obrazov, ki so dostopne tudi na spletu. Največji izziv društva je pridobiti mlado članstvo ob nenehnem padanju števila Slovencev na Hrvaškem.
Slovenski dom Zagreb je član Zveze slovenskih društev na Hrvaškem, od ustanovitve te krovne organizacije leta 1992.